# Ghiacciaio Co-pilot
Il ghiacciaio Co-pilot è un ghiacciaio lungo circa 10 km situato nella parte nord-occidentale della Dipendenza di Ross, nell'Antartide orientale. Il ghiacciaio, il cui punto più alto si trova a circa 2200 m s.l.m., si trova nell'entroterra della costa di Borchgrevink, nella parte occidentale della dorsale dell'Alpinista, dove fluisce verso sud-ovest, a partire dal versante occidentale del monte Overlord, fino a unire il proprio flusso a quello del ghiacciaio Aviator, proprio davanti al nunatak Navigator.

## Storia
Il ghiacciaio Co-pilot è stato così battezzato dai membri del reparto settentrionale della spedizione neozelandese di ricognizione geologica antartica svolta nel 1962-63, in onore dei co-piloti ("co-pilot" in inglese) della squadriglia statunitense VX-6, per il contributo da loro dato all'esplorazione antartica.